# Maule-Lextarre
Maule-Lextarre (nom oficial en francès Mauléon-Licharre) és la capital històrico-cultural del territori de Zuberoa (País Basc). Administrativament és una comuna del departament dels Pirineus Atlàntics (regió de la Nova Aquitània). El 2006 tenia 3.255 habitants.
Limita al nord-oest amb Bildoze-Onizepea i Ainharbe, al nord-est amb Sohüta i al sud amb Garindaine, Arrokiaga i Gotaine-Irabarne.

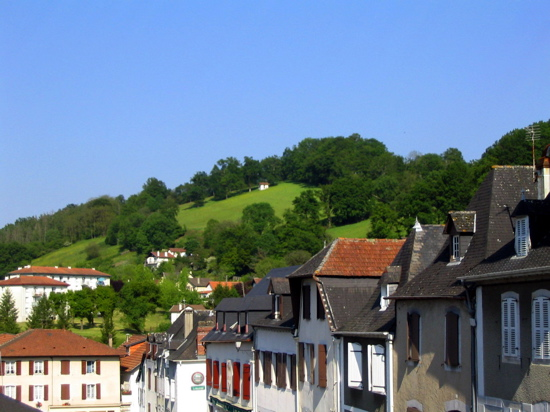
Maule, capital de Zuberoa

Va ser fundada al segle xi. Té el castell de Maule construït pel rei Alfons el Bataller d'Aragó i Navarra el 1122. El municipi, com el seu nom, és fruit de la fusió el 1841 de les antigues comunes de Lextarre i Maule.

## Demografia
| Evolució de la població |      |       |       |       |       |       |       |       |
| 1793                    | 1800 | 1806  | 1821  | 1831  | 1836  | 1841  | 1846  | 1851  |
| 862                     | 985  | 1 007 | 1 054 | 1 145 | 1 259 | 1 577 | 1 654 | 1 600 |

| 1856  | 1861  | 1866  | 1872  | 1876  | 1881  | 1886  | 1891  | 1896  |
| ----- | ----- | ----- | ----- | ----- | ----- | ----- | ----- | ----- |
| 1 475 | 1 708 | 1 876 | 1 743 | 2 108 | 2 409 | 2 251 | 2 575 | 2 651 |

| 1901  | 1906  | 1911  | 1921  | 1926  | 1931  | 1936  | 1946  | 1954  |
| ----- | ----- | ----- | ----- | ----- | ----- | ----- | ----- | ----- |
| 3 368 | 4 045 | 4 827 | 4 220 | 4 316 | 4 069 | 4 193 | 4 567 | 4 619 |

| 1962  | 1968  | 1975  | 1982  | 1990  | 1999  | 2006 | 2011 | 2016 |
| ----- | ----- | ----- | ----- | ----- | ----- | ---- | ---- | ---- |
| 4 679 | 4 500 | 4 239 | 4 099 | 3 533 | 3 347 | -    | -    | -    |

| 2019 | - | - | - | - | - | - | - | - |
| ---- | - | - | - | - | - | - | - | - |
| -    | - | - | - | - | - | - | - | - |